# Alectra atrosanguinea
Alectra atrosanguinea är en snyltrotsväxtart som först beskrevs av William Philip Hiern, och fick sitt nu gällande namn av William Botting Hemsley. Alectra atrosanguinea ingår i släktet Alectra och familjen snyltrotsväxter. Inga underarter finns listade i Catalogue of Life.